# Тіль Бреннер
Тіль Бреннер (нім. Till Brönner; нар. 6 травня 1971, Фірзен, Німеччина) — німецький джазовий музикант, та трубач, аранжувальник та продюсер.
На його стиль у музиці вплинули бібоп, джаз-рок, а також сучасна поп-музика, саундтреки (особливо з старих німецьких фільмів), кантрі-музика і навіть німецькі поп-пісні. Натхненням його грі на трубі є, в першу чергу, прослуховування творчого досвіду Freddie Hubbard, Dizzy Gillespie та Chet Baker. Вчителями, які найбільше вплинули на нього, були Bobby Shew та Malte Burba.

## Біографія
Тіль зростав у Римі та отримав класичну освіту з класу труби у єзуїтській школі-інтернаті Aloisiuskolleg у Бонні. Під час навчання у вищій школі, завершив однорічну освітню програму обміну у США з організацією обміну ASSIST. Потім він навчався джазовій грі на трубі у музичній академії у Кельні під керівництвом Jiggs Whigham та Jon Eardley.

## Творчість
- 1989—1991: Учасник  Peter Herbolzheimer Rhythm Combination & Brass.
- 1991—1998: У віці 20 років стає соло трубачем у відновленому RIAS Big Band Berlin під керівництвом Horst Jankowski та Jiggs Whigham.
- 1993: Перший соло альбом Generations of Jazz (разом з Ray Brown, Jeff Hamilton, Frank Chastenier та Gregoire Peters) який отримав декілька нагород: «Preis der Deutschen Schallplattenkritik» та «Preis der Deutschen Plattenindustrie». Brönner працював з багатьмя музикантами, такими як Dave Brubeck, James Moody, Monty Alexander, Aki Takase, Joachim Kühn, Chaka Khan, Natalie Cole, Tony Bennett, Ray Brown, Johnny Griffin, Ernie Watts, Klaus Doldinger, Nils Landgren, Al Foster та інші.
- 1998: Перший альбом на Verve (Love) з першим досвідом, як джазового співака. Концертний тур до Японії.
- 1999: Автор пісень та продюсер для альбому Hildegard Knef «17 Milimeter» .
- 2001: Саундтрек до Jazz Seen .
- 2002: Запрошена зірка до синглу Rosie Gaines «Don't Let 'Em».
- 2003: Концертний тур з соул співаком Joy Denalane.
- 2005: Альбом  That Summer досяг 17 рангу у німецьких поп чартах. Також написав саундтрек до фільму Pepe Danquart «Hell On Wheels». Саундтрек був номінований в категорії «Найкраще музичне досягнення» у Німецькій кінопремії.
- 2006: Випущено альбом Oceana, записаний у Лос Анджелесі і продюсований Larry Klein (який був продюсером  Joni Mitchell, Leonard Cohen та Peter Gabriel). Запрошені зірки були такі як Madeleine Peyroux, Luciana Souza та співаюча топ-модель Carla Bruni. У липні брав участь у джазовому фестивалі у Монтре (Швейцарія). Був запрошеною зіркою до альбому Madeleine Peyroux «Half the Perfect World» та альбому Vienna Teng «Dreaming through the noise».
- 2007: Отримав приз Echo Award (еквівалент Grammy Award) у  Jazz Production (Національний та міжнародний). Європейський концертний тур у складі групи проекту  REUNION, з зірками Chuck Loeb, Eric Marienthal, Till Brönner, Jim Beard, Tim Lefebvre, Dennis Chambers та Michael Franks (спеціальний гість). У березні 2007 був продюсером «The jazz album» для легендарного класичного співака Thomas Quasthoff, з зірковим піаністом  Alan Broadbent та барабанщиком Peter Erskine. Альбом отримав Echo Award (еквівалент Grammy Award) у класичній категорії та був номінований на Grammy 2008.
- 2008: випущено новий альбом release of his new album RIO. Продюсований переможцем Grammy Larry Klein у Ріо-де-Жанйеро та Лос Анджелесі, з зірковими запрошеними вокалістами Vanessa da Mata, Kurt Elling, Melody Gardot, Annie Lennox, Aimee Mann, Sérgio Mendes, Milton Nascimento & Luciana Souza.
- 2009: номінований на приз Grammy  у категорії 47 «Найкраще інструментальне джазове соло» за його сольне виконання до треку «Seven steps to heaven» у альбомі The Standard вокальної групи Take 6.

## Дискографія
- 1993 Generations of Jazz
- 1995 My secret Love
- 1996 German Songs
- 1997 Midnight (з Michael Brecker та Dennis Chambers)
- 1998 Love
- 2000 Chattin with Chet (A Tribute to Chet Baker)
- 2001 Jazz Seen (O.S.T.)
- 2002 Get Well Soon (Bob Brookmeyer)
- 2002 Blue Eyed Soul (feat. Mark Murphy)
- 2004 That Summer
- 2004 Höllentour (O.S.T.)
- 2006 Oceana (з запрошеними зірками Carla Bruni, Madeleine Peyroux, Luciana Souza)
- 2007 The Christmas Album (feat. Curtis Stigers, Yvonne Catterfeld, Frank McComb, Kim Sanders, Don Grusin)
- 2008 RIO (feat. Vanessa da Mata, Kurt Elling, Melody Gardot, Annie Lennox, Aimee Mann, Sérgio Mendes, Milton Nascimento & Luciana Souza)
- 2009 Midnight
- 2010 At The End Of The Day (Island)
- 2012 Till Brönner
- 2014 The Movie Album
- 2015 Best of the Verve Years